# Noble consorte Wenxi
La noble consorte Wenxi (fallecida el 19 de diciembre de 1694), del clan manchú Bandera Amarilla Bordeada Niohuru, fue consorte del emperador Kangxi.

## Vida
El nombre personal de la noble consorte Wenxi no consta en ningún registro.

### Contexto familiar
La familia de la noble consorte Wenxi era prestigiosa en comparación con las familias maternas de otros hijos del emperador Kangxi, aparte del príncipe heredero Yinreng. Su abuela paterna, la princesa Mukushen, era hija de Nurhaci, por lo que el emperador Kangxi y la noble consorte Wenxi eran primos segundos. Cuando ella murió en 1694, su hermano menor, Alingga, representó a su familia en el duelo.
- Padre: Ebilun (m. 1673), sirvió como uno de los Cuatro Regentes del Emperador Kangxi, y tuvo el título de duque de primera clase (一等公)
  - Abuelo paterno: Eidu (1562-1621)
  - Abuela paterna: Aisin Gioro Mukushen (穆庫什; 1595-1659), cuarta hija de Nurhaci
- Madre: Doña Šušu Gioro
- Siete hermanos
  - Séptimo hermano menor: Alingga (1670-1716)
- Dos hermanas mayores y tres hermanas menores
  - Segunda hermana mayor: Emperatriz Xiaozhaoren (1653 - 18 de marzo de 1678)

### Era Kangxi
No se sabe cuándo la Doña Niohuru entró en la Ciudad Prohibida y se convirtió en amante del emperador Kangxi. Fue mencionada por primera vez en las historias oficiales el 28 de enero de 1682, cuando el emperador Kangxi concedió rangos y títulos a sus consortes. Se le concedió el título de "Noble Consorte". Al ser la única de las consortes del emperador que ostentaba ese rango, no recibió ningún título que la distinguiera de las demás consortes.
El 28 de noviembre de 1683 dio a luz al décimo hijo del emperador, Yun'e, y el 24 de octubre de 1685 a su undécima hija, que moriría prematuramente en junio o julio de 1686.
El 17 de diciembre de 1694, Doña Niohuru enfermó gravemente. Murió dos días después y fue enterrada en el Mausoleo Jing de las tumbas Qing orientales. Se le concedió el título de "Noble Consorte Wenxi".

## Títulos
- Durante el reinado del emperador Shunzhi (r. 1643-1661) o del emperador Kangxi (r. 1661-1722):
  - Doña Niohuru
- Durante el reinado del emperador Kangxi (r. 1661-1722):
  - Noble Consorte (貴妃; desde el 28 de enero de 1682[2]), tercer rango de consorte
  - Noble consorte Wenxi (溫僖貴妃; desde el 29 de diciembre de 1694[3])

## Descendencia
- Como noble consorte:
  - Yun'e (輔國公 允䄉; 28 de noviembre de 1683 - 18 de octubre de 1741), el 18º (décimo) hijo del emperador Kangxi.
  - La undécima hija del emperador Kangxi (24 de octubre de 1685 - junio/julio de 1686)